# Ricorso gerarchico improprio
Il ricorso gerarchico improprio è un ricorso amministrativo prodotto da chi vuole tutelare un proprio diritto o interesse legittimo, contro atti della pubblica amministrazione, presentato ad un organo della pubblica amministrazione che non ha alcun rapporto di tipo gerarchico con l'organo che ha prodotto l'atto verso il quale si vuole ricorrere.

## Caratteri
Questo tipo di ricorso è previsto nel caso in cui non esista alcun organo gerarchicamente sovraordinato a quello che ha emanato l'atto che si intende impugnare, e ciò può verificarsi:
- quando l'atto è stato deliberato da un organo amministrativo collegiale (per definizione gli organi collegiali non sono sottoposti a rapporti gerarchici);
- quando l'atto è stato deliberato da un organo di vertice della pubblica amministrazione, dato che a seguito della riforma della pubblica amministrazione tra i ministri e gli alti dirigenti dei ministeri esiste un rapporto di direzione e non di gerarchia.
- quando l'atto è emesso da certe amministrazioni che siano dipendenti funzionalmente da altre.

Sembrerebbe logico ritenere che questo tipo di ricorso debba essere ammesso soltanto all'interno di una medesima amministrazione, o per lo meno tra Amministrazioni legate da un qualche vincolo funzionale. Tuttavia, il Consiglio di Stato non ha recepito quest'opinione, ritenendo invece legittima la possibilità di ricorsi che investano amministrazioni totalmente diverse, prive di ogni collegamento funzionale; giustificando questa scelta con un obiettivo di "garanzia" del cittadino, da riconoscersi nella neutralità dell'amministrazione adita. 
Nei diversi casi l'organo a cui ricorrere è determinato per legge.
Si può ricorrere contro un atto amministrativo se si ritiene che questo sia viziato, per motivi di legittimità o di merito.